# Гошко Микола Михайлович
Микола Михайлович Гошко (1890, с. Старичі, тепер Новояворівська міська громада, Львівська область — 14 квітня 1941, Львів) — сотник УГА, військовий комендант міст Стрий і Станиславів (нині Івано-Франківськ) часів ЗУНР. Заарештований більшовиками і засуджений до розстрілу в процесі 59-ти. Його син Володимир був повітовим провідником ОУН Брідщини.

## Життєпис
Народився в 1890 р. у селі Стариська (тепер — Старичі) на Яворівщині у звичайній селянській родині Михайла Гошка та Євдокії Яцишин.
Навчався в Яворівській школі, а з 1907 року — у державній чоловічій учительській семінарії у Львові, яку закінчив 1912 року.
Випускник Терезіанської військової академії у місті Віннер-Нойштадт.

### Військова служба
Був учасником Першої світової війни. Чотири військові нагороди, зокрема хрест «За військові заслуги» та дві медалі «За хоробрість»

### Діяльність у період ЗУНР
26 грудня 1918 року Микола Гошко обійняв посаду військового коменданта Стрия. Під його командуванням знаходився Вартівничий курінь, складений з чотирьох сотень стрільців, безпосереднім командиром яких був П. Яцишин.
Гошко потрапив до польського полону, коли польські війська зайняли місто. Перебував у таборі, розташованому у селі Стшалково в Західній Польщі.

### Діяльність у міжвоєнний період
Жив у м. Бродах на вул. Бузовій. Працював урядником у Скарбовому уряді.

### Процес 59
6 серпня 1940 р. Миколу Гошка було заарештовано у селі Зимна Вода поблизу Львова за підозрою в намірі перейти кордон. Згодом його засудили на «процесі 59-ти» 18 січня 1941 р. за статтею 54-2 Кримінального кодексу УРСР до розстрілу. 14 квітня 1941 р. смертний вирок було виконано. Місце поховання не відоме.